# Chesterfield Football Club 2009-2010

## Rosa
| N. |                              | Ruolo | Calciatore       |
| -- | ---------------------------- | ----- | ---------------- |
| 1  | Inghilterra (bandiera)       | P     | Tommy Lee        |
| 2  | Inghilterra (bandiera)       | D     | Phil Picken      |
| 3  | Scozia (bandiera)            | D     | Gregor Robertson |
| 4  | Inghilterra (bandiera)       | D     | Jamie Lowry      |
| 5  | Galles (bandiera)            | D     | Robert Page      |
| 6  | Trinidad e Tobago (bandiera) | D     | Kevin Austin     |
| 7  | Inghilterra (bandiera)       | C     | Mark Allott      |
| 8  | Scozia (bandiera)            | C     | Derek Niven      |
| 9  | Scozia (bandiera)            | A     | Martin Gritton   |
| 10 | Inghilterra (bandiera)       | C     | Darren Currie    |
| 11 | Inghilterra (bandiera)       | C     | Paul Harsley     |
| 12 | Inghilterra (bandiera)       | D     | Alan Goodall     |

| N. |                        | Ruolo | Calciatore      |
| -- | ---------------------- | ----- | --------------- |
| 14 | Inghilterra (bandiera) | A     | Jack Lester     |
| 15 | Australia (bandiera)   | D     | Aaron Downes    |
| 16 | Inghilterra (bandiera) | D     | Ian Breckin     |
| 17 | Inghilterra (bandiera) | C     | Lloyd Kerry     |
| 18 | Inghilterra (bandiera) | D     | Danny Hall      |
| 19 | Inghilterra (bandiera) | A     | Scott Boden     |
| 20 | Inghilterra (bandiera) | C     | Dan Gray        |
| 21 | Inghilterra (bandiera) | A     | Jordan Bowery   |
| 23 | Galles (bandiera)      | P     | Mark Crossley   |
| 24 | Irlanda (bandiera)     | A     | Donal McDermott |
| 25 | Inghilterra (bandiera) | A     | Drew Talbot     |
| 26 | Inghilterra (bandiera) | C     | Wade Small      |